# Syndaktylia

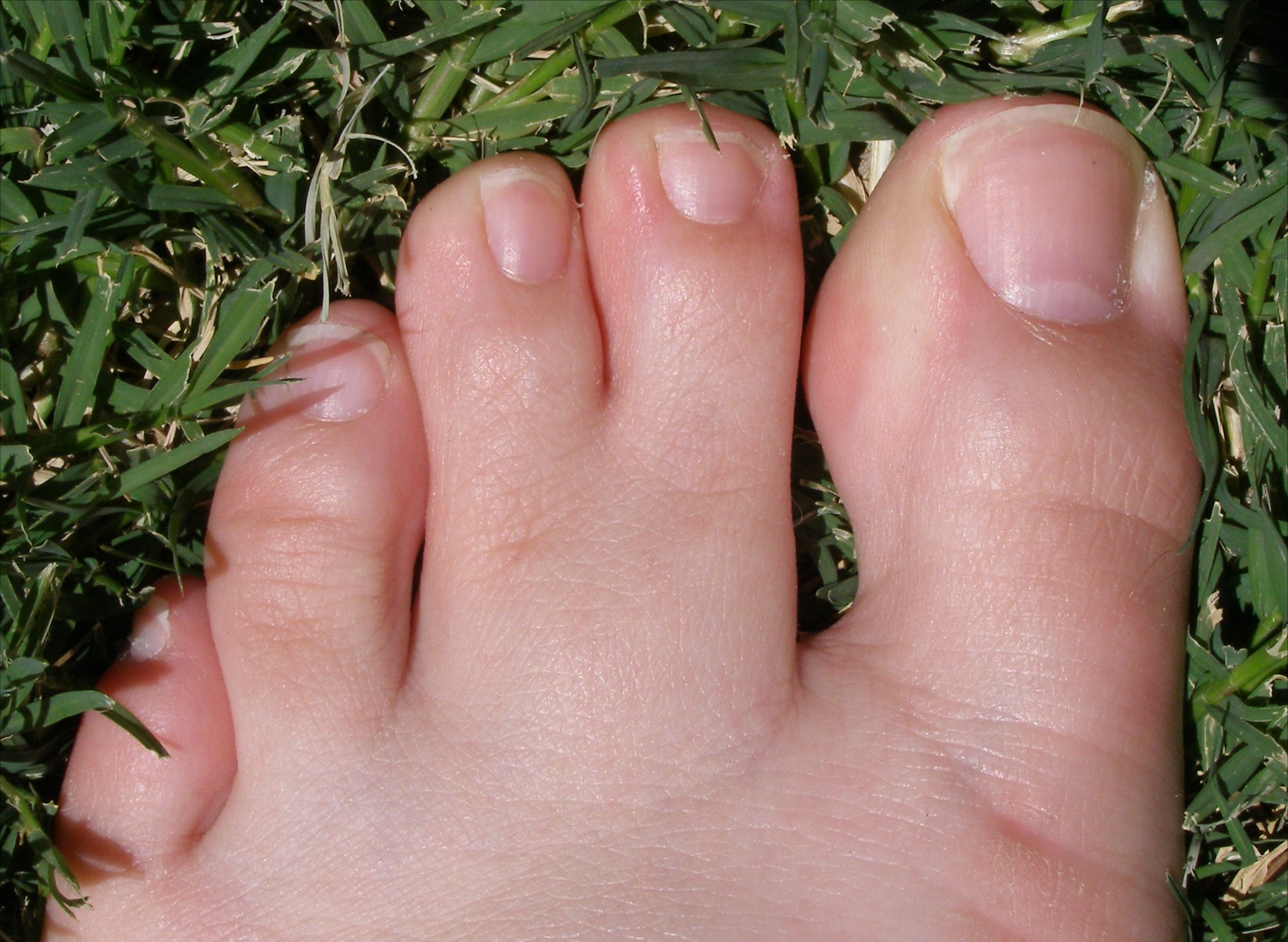
Ludzka stopa z częściową syndaktylią

Syndaktylia  (łac. syndactylia, ang. syndactyly, z gr. συν- = "razem" + δακτυλος = "palec") – wrodzona wada polegająca na nierozdzieleniu się dwóch lub więcej palców dłoni lub stopy, może dotyczyć kości lub tylko tkanek miękkich. Powodowana jest niezajściem apoptozy. Wada ta występuje jako objaw towarzyszący innym genetycznie uwarunkowanym zespołom chorobowym, np. Zespół Aperta. Jeżeli rodzice mają prawidłowo wykształcone palce ryzyko wystąpienia izolowanej syndaktylii jest małe. Etiologia jest różnorodna.